# Snake Creek
Snake Creek és una concentració de població designada pel cens dels Estats Units a l'estat d'Oklahoma. Segons el cens del 2000 tenia 298 habitants.

## Demografia
Segons el cens del 2000, Snake Creek tenia 298 habitants, 103 habitatges, i 80 famílies. La densitat de població era de 13,8 habitants per km².
Dels 103 habitatges en un 32% hi vivien nens de menys de 18 anys, en un 72,8% hi vivien parelles casades, en un 3,9% dones solteres, i en un 21,4% no eren unitats familiars. En el 19,4% dels habitatges hi vivien persones soles el 3,9% de les quals corresponia a persones de 65 anys o més que vivien soles. El nombre mitjà de persones vivint en cada habitatge era de 2,89 i el nombre mitjà de persones que vivien en cada família era de 3,31.
Per edats la població es repartia de la següent manera: un 27,5% tenia menys de 18 anys, un 10,4% entre 18 i 24, un 25,8% entre 25 i 44, un 29,2% de 45 a 60 i un 7% 65 anys o més.
L'edat mediana era de 34 anys. Per cada 100 dones de 18 o més anys hi havia 109,7 homes.
La renda mediana per habitatge era de 31.813 $ i la renda mediana per família de 32.500 $. Els homes tenien una renda mediana de 23.194 $ mentre que les dones 11.328 $. La renda per capita de la població era de 14.300 $. Cap de les famílies estaven per davall del llindar de pobresa.

## Poblacions més properes
El següent diagrama mostra les poblacions més properes.